# 정홍원
정홍원(鄭烘原, 1944년 10월 9일~)은 대한민국의 검사 출신 법조인이며, 제42대 국무총리였다.

## 생애

### 자라온 환경
정홍원은 1944년 경상남도 하동군 금남면에서 12남매(6남 6녀) 중 열째로 태어났다. 친척에 따르면 아버지는 유학자 집안에 집에 머슴이 있을 정도였으니 가난한 집안은 아니었다고 한다. 부산에 살던 한 친척이 머리가 좋은 그를 눈여겨보고 그를 데려가 부산 영도초등학교와 경남중학교를 졸업했다. 그러나 셋째형이 고시공부를 하다가 중도에 포기하자 부친이 실망한 나머지 교육시켜 봤자 쓸데없다고 생각해 그를 고향으로 소환했다고 한다. 12남매의 대가족이라 형편이 넉넉지 못했던 이유도 있었다. 이 때문에 그는 원하던 경남고에 진학하지 못한다. 그는 사범학교에 진학해 가사를 돌보는 것으로 부친과 타협을 했다고 한 언론 인터뷰에서 밝힌 바 있다. 사범학교를 졸업한 그의 첫 발령지는 서울이었다고 한다. 낮에는 서대문구 홍제동의 인왕초등학교 교사로 돈을 벌고 밤에는 성균관대학교 법과대 야간과정을 다녔다. 그는 1972년 사법시험에 합격했다. 이명박 정부의 마지막 국무총리인 김황식 총리와 사법시험(14회)과 사법연수원(4기) 동기다. 나이는 그가 네 살 많다. 결혼한 지 얼마 안 된 1975년 화재로 아내를 잃었다. 재혼한 부인 최옥자와의 사이에 외아들이 있다.

### 검사 시절
정홍원은 대전지방검찰청·광주고등검찰청 차장검사를 지냈으며, 부산지방검찰청 울산지청장을 거쳐 1999년 대검찰청 감찰부장이 되었다. 이후 광주지방검찰청과 부산지방검찰청에서 검사장을 역임하였다.
한편 검사 재직 시절이던 1982년 이철희·장영자 부부 사기사건, '대도' 조세형 탈주 사건, 워커힐 카지노 외화 밀반출 사건 등과 같은 사건을 처리하여 '특별 수사통'이란 별명을 얻기도 했다. 대검찰청 중앙수사부 3과장 시절이던 1991년에는 대한민국 최초의 컴퓨터 해커를 적발하기도 했다. 그리고 정홍원은 서울지방검찰청 남부지청장으로 재직하면서 '민원인 후견인' 제도를 도입하기도 했다. 그런가 하면 대검찰청 감찰부장 재직 시 '검찰 낮술 금지'를 실시하는 등 검찰 개혁에 앞장섰다.

### 노무현 정부 시절
한편 노무현 정부 시절이던 2003년 정홍원은 법무연수원장을 지내기도 했으며 이후 중앙선거관리위원회 상임위원을 지내기도 했다. 또한 대한변협에 의해 삼성 비자금 사건의 특별검사 후보로도 추천되었다. 법무연수원장으로 재직하던 2004년에는 검사장급 이상 검찰청 고위간부 인사를 앞두고 자신의 후배들을 위해서 용퇴하기도 했다.

### 이명박 정부 시절
2012년 국회의원 총선거를 앞두고 정홍원은 새누리당의 공직후보추천위원장을 맡으면서 정치권과 인연을 맺기도 했다. 이후에는 정계에서 은퇴하였으며 정치적인 언행을 삼가는 태도를 보여 처신을 깔끔하게 했다.

### 박근혜 정부 국무총리
원래 박근혜 정부의 첫 국무총리 후보자로는 1994년부터 2000년까지 헌법재판소장을 지낸 김용준이 지명되었으나, 아들 문제를 비롯한 여러 가지 의혹에 시달리던 중 사퇴했다. 2013년 정홍원이 박근혜 정부의 첫 국무총리 후보자로 지명되어 2월 26일 취임식을 갖고 공식임무를 시작했다.
2013년 8월 2일 정홍원 총리는 정부서울청사 국가정책조정회의에서 일본 방사능 괴담을 유포하는 자들을 추적해 처벌해야 된다고 주장하며 "일본 후쿠시마 원전의 방사능 오염식품을 수입한다는 괴담이 인터넷 등으로 급속히 확산돼 국민을 불안하게 만든 일이 있었다"라고 지적하고 "관계 기관은 악의적인 괴담을 조작해 유포하는 행위를 처벌함으로써 근절되도록 해달라"라고 요청했다.
2013년 11월 25일 정홍원 국무총리가 대정부 질문에서 일제의 침략을 '진출'로 기술한 교학사 교과서의 역사 왜곡 문제에 대해 "역사학자들이 판단할 문제"라며 즉답을 피해 야당 의원들로부터 "대한민국 총리가 맞느냐"는 비판을 샀다. 민주당 의원들은 정 총리의 답변을 문제삼아 집단 퇴장하는 등 대정부 질문이 파행을 빚기도 했다.
2014년 4월 27일 정홍원 국무총리가 오전 10시 정부 서울청사에서 긴급 기자회견을 가지고 세월호 침몰 사고와 관련 대국민 사과를 하고 이에 대한 책임을 지고 사퇴하겠다고 밝혔다. 그러나 안대희 후보자와 문창극 후보자가 낙마하면서 후임이 정해지지 않자 2014년 6월 26일 윤두현 청와대 홍보수석은 기자회견을 열어 정홍원 국무총리의 유임을 발표했다. 2015년 2월 17일 이완구가 후임 총리로 정해져 결국 사퇴를 선언한지 296일이 걸려서야 국무총리직을 내려놓을 수가 있었다.

### 퇴임 이후
기독교 장로인 정홍원은 산마루교회에서 노숙자와 함께 예배를 드리고 음식봉사와 강연 등의 일을 했다.
2018년 출간한 저서 「정홍원 스토리」 저자 사인회를 성탄 기념 예배가 열린 2018년 12월 23일 공간 산마루에서 했다.
2021년 8월 23일 국민의힘 대한민국 제20대 대통령 선거 선거관리위원장에 내정되었다.

## 학력
- 1957년 영도국민학교 졸업
- 1960년 경남중학교 졸업
- 1963년 진주사범학교 졸업
- 1971년 성균관대학교 법률학 학사

## 경력
- 1972년 제14회 사법시험 합격
- 1995 ~ 1995년 대전지방검찰청 차장검사
- 1995 ~ 1996년 부산지방검찰청 울산지청 지청장
- 1999 ~ 1999년 광주고등검찰청 차장검사
- 1999 ~ 2000년 대검찰청 감찰부장
- 2000 ~ 2002년 광주지방검찰청 검사장
- 2002 ~ 2003년 부산지방검찰청 검사장
- 2003년 4월 ~ 2004 제27대 법무연수원 원장
- 2004년 법무법인 로고스 대표변호사
- 2004년 10월 ~ 2006년 9월 제12대 중앙선거관리위원회 상임위원
- 2006 ~ 2008년 법무법인 유한로고스 상임고문 변호사
- 2008년 6월 ~ 2011년 6월 제9대 대한법률구조공단 이사장
- 2012년 1월 ~ 2012년 2월 한나라당 공직자후보추천위원회 위원장
- 2012년 2월 ~ 2013년 2월 새누리당 공직자후보추천위원회 위원장
- 2013년 2월 ~ 2015년 2월 제42대 대한민국 국무총리
- 새누리당
- 2013년 2월 ~ 2015년 2월 규제개혁위원회 위원장
- 2013년 4월 대구세계에너지총회 명예조직위원장
- 2014년 9월 ~ 2015년 7월 2015 광주하계유니버시아드대회조직위원회 공동위원장
- 자유한국당
- 서울대학교 총동창회 고문
- 2021년 8월 ~ 2021년 11월 국민의힘 제20대 대통령선거 후보 선거관리위원회 위원장
- 2023년 11월 ~ 2024년 5월 국가원로회의 상임의장

## 가족
- 배우자: 최옥자 (崔玉子, 1951년 ~ )
  - 아들: 정우준 (鄭祐埈, 1978년 ~ )

서울대학교 전기컴퓨터 공학과를 졸업하고 박사학위를 취득했던 정우준은 보다 인간적인 공부를 위해 사법시험에 도전하여 사법연수원 38기 수료한 2009년에 수원지검 성남지청 검사에 임용되었다.
인천지검 검사로 있을 때 드루킹 여론조작 특검팀에 합류했다.

## 논란

### 위장전입
2013년 2월 13일 정홍원 국무총리 후보자는 부산지방검찰청 특수부장 시절 위장전입 의혹에 대해 사실이라고 인정했다.이에 대해 국무총리후보자인사청문회준비단은 보도자료에서 "본인만 주소지를 누나 집으로 이전하게 된 것은 당시 후보자가 무주택자이면서 주택청약예금에 가입해 국민주택 청약 1순위자에 해당됐기 때문이다."라고 설명했다.
당시 건설부는 이듬해인 1989년 3월 취학·질병·근무 등의 사정으로 주소지를 서울 외의 지역으로 옮긴 1순위자는 다시 서울로 이전할 경우 1순위를 재부여토록 제도를 개선했다.결과적으로 정 후보자는 당시 위장전입으로 1순위를 유지한 덕에 1992년 12월 서울특별시 서초구 반포동의 아파트를 분양받아 현재까지 거주할 수 있었다.
한편 김대중 정부 당시 장상 국무총리 내정자는 위장전입 때문에 인사청문회를 통과하지 못했으며 노무현 정부 때는 이헌재 경제부총리가 위장전입 문제로 사퇴한 바 있다.
2013년 2월 14일 국무총리인사청문회 새누리당 간사인 홍일표 의원은 MBC라디오 '손석희의 시선집중'과의 인터뷰에서 정홍원 국무총리 후보자의 위장전입과 관련하여 큰 문제가 없다고 밝혔다. 홍 의원은 "이 당시 제도가 국민주택 청약 1순위 유지를 위해서 직장 다니는 사람이 전근을 갈 경우에도 청약자격을 박탈하도록 너무 경직되게 운영됐었기 때문에 그런 것이 불합리하다 해서 89년도에 제도가 바뀌어서 전근 간 경우는 다시 구제가 되도록 돼있었다고 한다"며 "그런 점을 고려한다면 그 여러 가지 동기나 경위에 있어서 그렇게 비난을 할 그런 대상은 아니지 않나, 그렇게 생각이 된다"고 말했다.
2013년 2월 21일 국무총리후보자에 대한 국회 인사청문회에서 1988년 9월1일 부산지방검찰청으로 발령받으면서 가족 전체가 부산으로 이사했으나 구로구 독산동 누나 집으로 주소를 이전한 데 대해 "죄송하지만 어쨌든 옮겨야 했는데 당시 집이 없어 주택청약예금을 들어놓은 상태에서 주소를 부산으로 옮기면 무효가 되는 상황이었다"며 "법을 위반했지만 조금 억울하다"는 입장을 밝혔다.

### 아들 병역면제 관련 의혹
박근혜 정부 초대 국무총리 후보로 지명된 정홍원의 아들 정우준은 대학 2학년 때인 1997년 첫 신체검사에서 1급 현역 판정을 받았으나 대학원 재학 중인 2001년 재검에서 수핵탈추증으로 5급 면제 판정을 받았다.현역 판정 이후 학업을 이유로 4년 간 입대를 연기하다가 대학원 석사과정 졸업을 앞두고 병역 면제를 받은 것이다.
이에 대해 정 후보자 측은 "아들이 석사과정 때 전력증폭기 등 각종 장비를 다루는 실험에 오랜 시간 참여하면서 허리에 무리가 발생했다."며 "그러던 차에 여름 휴가철에 친구들과 동해안 여행을 다녀왔는데 운전 직후 거동이 힘들 정도의 통증이 본격화했다. 서울로 돌아온 직후 집 근처의 척추전문병원인 강남21C병원에서 MRI 촬영 후 당장 수술이 필요하다는 진단을 받았으나 수술 후유증을 우려해 1년 넘게 치료를 받았다."고 덧붙였다.
국무총리실이 공개한 병적기록표에 따르면 정우준은 2001년 10월 30일 강남성모병원에서 진단서를 발급받아 서울지방병무청에 제출했고, 서울지방병무청은 자체 CT로 재검사를 실시해 11월 8일 신체등위판정심의위원회 전원 합의로 5급 면제 판정을 내렸다. 강남성모병원 진단서에는 '요통 오른쪽 다리 방사통에 따른 운동 제한이 있을 것으로 사료된다'고 적혀 있다.
또한 국무총리실은 "1997년 대선에서 병역 문제가 쟁점으로 부각된 뒤 군 신체검사가 대폭 강화되는 상황이었다"며 "면제 처분(2001년) 당시도 정 후보자가 병역 신고 대상(광주지검 검사장)이어서 허위로 병역 면제를 받는 것은 불가능한 상황이었다"고 해명했다.
한편, 병역 면제 이후 정우준은 2006년 사법시험에 합격해 2013년 창원지방검찰청 통영지청 검사로 재직하고 있다. 디스크가 발병한 다음 책상에 앉아 장시간 공부가 필요한 시험을 준비한 셈이다. 일각에선 사법시험을 준비하면서 어떻게 디스크 치료를 병행했는지에 대한 해명이 필요하다는 지적도 나온다. 국무총리실이 공개한 의무기록에는 사법시험 합격 전후인 2005~2006년 분은 없다.
이에 대해 새누리당 홍일표 의원은 정홍원 총리 지명자의 아들 병역 문제에 대해 “낙마로 이어질 정도로 하자 되진 않겠다고 예상하지만 본인 해명이 사실에 부합하는지 잘 봐야 한다”고 말했다.